# Districte de Telenești
El districte de Telenești (en romanès Raionul Telenești) és una de les divisions administratives de la part central de la República de Moldàvia. La capital és Telenești. L'u de gener de 2005, la població era de 70.000 habitants.